# Marco Antonio Barrera
Marco Antonio Barrera (Mexico-Stad, 17 januari 1974) is een Mexicaans bokser. Hij won wereldtitels in drie verschillende gewichtsklassen.
Barrera werd in 1989 profbokser. Hij won in 1995 zijn eerste wereldtitel; de WBO-bantamgewichttitel. In 1996 verloor hij deze titel aan Junior Jones. Barrera stond in 2001 tegenover de ongeslagen Britse bokser Naseem Hamed, die hij unaniem versloeg op punten en won hiermee de IBO-vedergewichttitel. 
In 2002 won Barrera de WBC- en The Ring-titels in het vedergewicht na het verslaan van landgenoot Erik Morales (tegen wie hij in totaal drie keer vocht). Zijn Ring-titel verloor hij in 2003 aan Manny Pacquiao. Later won hij ook de IBF- en WBC-titels in de lichtgewichtklasse.
Barrera vocht zijn laatste wedstrijd in 2011. Hij heeft in totaal 75 wedstrijden gevochten, waarvan hij er 67 won (44 knock-outs), 7 verloor en 1 "no contest" oftewel een ongeldige wedstrijd.